# Akialoa
Akialoa es un género extinto de aves paseriformes de la familia Fringillidae. Sus miembros eran conocidos como akialoas y todos eran endémicos del archipiélago de Hawái.

## Especies
El género contiene las siguientes especies:
- Akialoa ellisiana (Gray, GR, 1860) † — akialoa de Oahu;
- Akialoa lanaiensis (Rothschild, 1893) † — akialoa de Lanai;
- Akialoa obscura (Gmelin, JF, 1788) † — akialoa de Hawái;
- Akialoa stejnegeri (Wilson, SB, 1889) † — akialoa de Kauai.